# Eremobelba cellulosa
Eremobelba cellulosa är en kvalsterart som beskrevs av Sandór Mahunka 1997. Eremobelba cellulosa ingår i släktet Eremobelba och familjen Eremobelbidae. Inga underarter finns listade i Catalogue of Life.